# Rüstsatz
Rüstsatz (tyska, "rustningssats", ungefär tillsatsutrustning) och Umrüst-Bausatz (ungefär: "konverteringsutrustning", "omrustningstilläggssats"), vanligan förkortat Umbau, var bland annat ett system av tillsatsutrustningar och förstärkningstillägg för ombyggnad och ombestyckning (Rüstung = redskap) av tyska flygplan under andra världskriget. Rüstsatz (plural: Rüstsätze) avsåg främst enkel tillsats som kunde monteras i fält (fältmodifikationer), medan Umrüst-Bausatz (plural Umrüst-Bausätze) avsåg grövre modifikationer som behövde monteras på fabrik (fabrikskonvertering).
Vid tillämpning av dessa modifikationer tilldelades flygplanet i fråga ett suffix med löpnummer beroende på vilken typ av modifikation som tillämpats. Rüstsatz-modifikationer gav suffixet R (exempelvis Messerschmitt Bf 109 G-2/R6, där R6 avser akanbaljor under vingarna), medan Umrüst-Bausatz-modifikationer gav suffixet U (exempelvis Messerschmitt Me 410 A-1/U4, där U4 avser att bombrummet försetts med en 50 mm Bordkanone BK-5 automatkanon).